# محسن‌آباد (لیلان)
محسن‌آباد، روستایی در دهستان لیلان جنوبی بخش مرکزی شهرستان لیلان در استان آذربایجان شرقی ایران است.

## جمعیت
بر پایه سرشماری عمومی نفوس و مسکن در سال ۱۳۹۵، جمعیت این روستا برابر با ۱٬۰۴۴ نفر (۲۸۱ خانوار) بوده‌است.